# 戴蒙黑德湖 (愛荷華州)
戴蒙黑德湖（英語：Diamondhead Lake）是位於美國愛荷華州加斯里縣的一個人口普查指定地區。

## 人口
根據2010年美國人口普查的數據，戴蒙黑德湖的面積為2.00平方千米，當中陸地面積為1.60平方千米，而水域面積為0.40平方千米。當地共有人口366人，而人口密度為每平方千米183人。